# Stade des Alpes
Het Stade des Alpes is een multifunctioneel sportstadion in de Franse stad Grenoble. Het is de thuishaven van de voetbalclub Grenoble Foot 38 en de rugbyclub FC Grenoble. Het stadion heeft een capaciteit van 20.068 toeschouwers en verving het oude Stade Lesdiguières.

## Interlandoverzicht
| 1 | 27 mei 2008 | Frankrijk – Ecuador | 2 – 0 | Vriendschappelijk | 20.000 |

| 1 | 16 september 2016 | Frankrijk – Brazilië | 1 – 1 | Vriendschappelijk | 18.000 |
| 2 | 9 oktober 2018    | Frankrijk – Kameroen | 6 – 0 | Vriendschappelijk | 8.023  |